# Artur Reșetnicov
Artur Reșetnicov (n. 11 noiembrie 1975, Ocnița) este un jurist și politician din Republica Moldova, care între anii 2007-2009 a îndeplinit funcția de Director al Serviciului de Informații și Securitate al Republicii Moldova. Din 2009 este deputat în Parlamentul Republicii Moldova. În perioada 28 octombrie 2011 - 6 martie 2012 a deținut funcția de vicepreședintele parlamentului Republicii Moldova Din 12 decembrie 2018, este judecător la Curtea Constituțională a Republicii Moldova.

## Biografie
Artur Reșetnicov s-a născut la data de 11 noiembrie 1975 în orașul Ocnița din raionul cu același nume. A absolvit cursurile Facultății de Drept ale Universității de Stat din Moldova. 
După absolvirea facultății, a fost încadrat în învățământul universitar ca lector la Facultatea de drept a Universității de Stat din Moldova (1997-2001), activând în paralel și ca avocat (din 1998). Începând din anul 2001 este cooptat în Aparatul Președintelului Republicii Moldova, îndeplinind funcțiile de șef al Direcției generale, consilier pe probleme juridice, șef al Direcției drept și relații publice. 
Artur Reșetnicov a publicat mai multe lucrări în domeniul dreptului, cum ar fi monografia "Statistica juridică", precum și o serie de articole științifice în domeniul dreptului penal, criminalisticii și statisticii. În martie 2007, el s-a înscris la cursurile de doctorat în științe juridice, specialitatea drept penal, sub coordonarea științifică a prof. dr. habilitat Sergiu Brânză. Teza sa de doctorat are ca titlu "Documentul fals ca obiect material, produs și mijloc de săvîrșire a infracțiunii". 
La data de 1 noiembrie 2007, prin hotărârea Parlamentului Republicii Moldova (cu votul deputaților comuniști și PPCD), Artur Reșetnicov a fost numit în funcția de director al Serviciului de Informații și Securitate al Republicii Moldova pe o perioadă de cinci ani. Odată cu schimbarea puterii în 2009, acesta a fost demis din funcția de director SIS.
Iurie Roșca, președintele PPCD, care a votat pentru numirea lui Reșetnicov, și-a exprimat unele temeri că noul director nu va reuși să fie „echidistant în raport cu toate forțele politice și să elimine tentațiile de urmărire pe motive politice a persoanelor care nu fac parte din partidul de guvernământ". 
Este căsătorit și are un fiu. Are cetățenie română, la fel ca și soția sa, Alina.